# Cambusbarron
Cambusbarron est un village situé dans le Stirling, en Écosse.